# Valle del Cachapoal (vino)

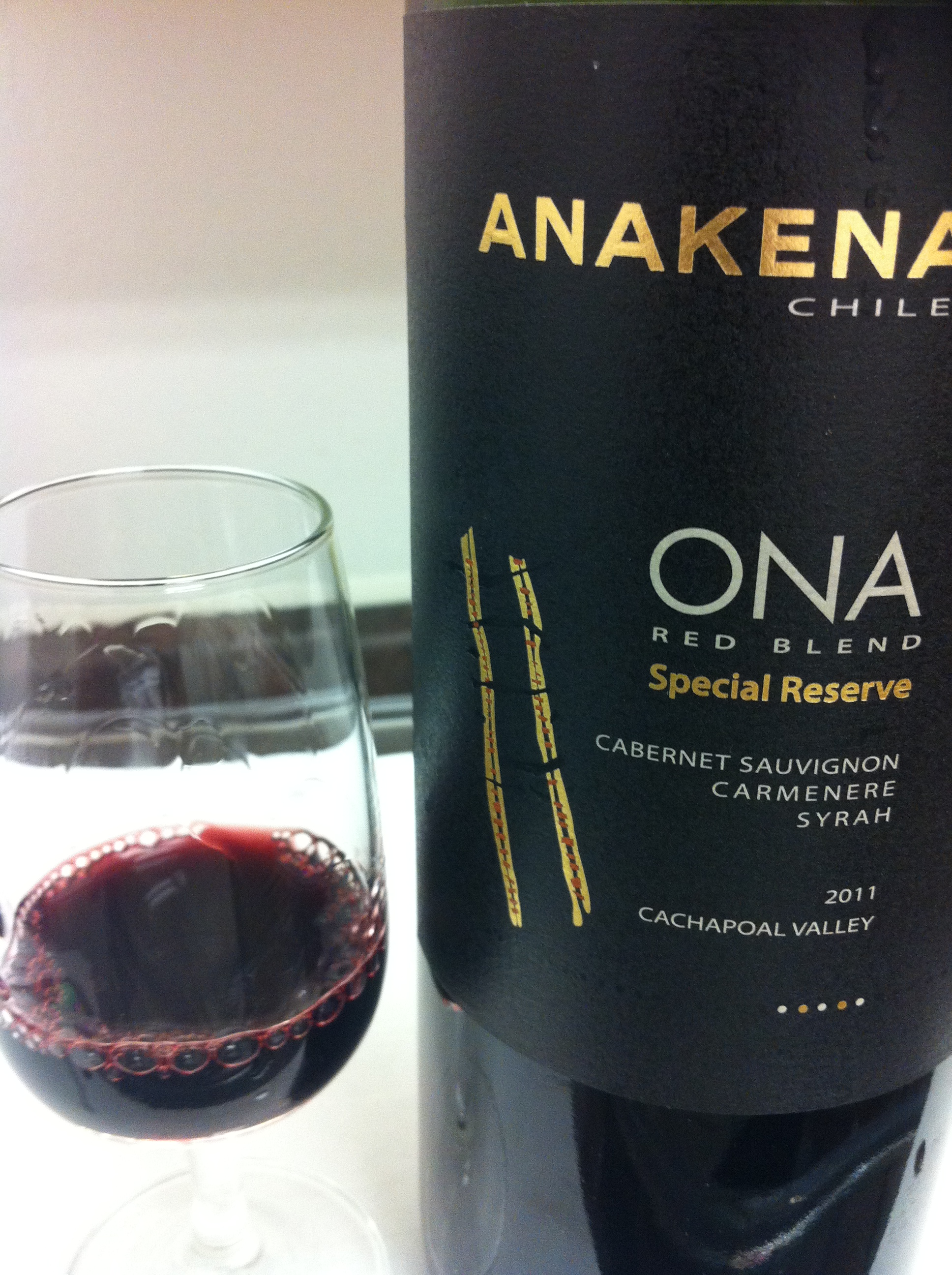
Vino tinto del Valle del Cachapoal.

Valle del Cachapoal es una denominación de origen chilena para vinos procedentes de la zona vitícola homónima que se ajusten a los requisitos establecidos por el Decreto de Agricultura n.º 464 de 14 de diciembre de 1994, que establece la zonificación vitícola del país y fija las normas para su utilización como denominaciones de origen.
El Valle del Cachapoal se encuadra dentro de la subregión del Valle del Rapel y comprende la provincia administrativa de Cachapoal, se encuentran seis áreas vitícolas que comprende a 15 comunas administrativas a saber:
- El área vitícola de Rancagua, compuesta por las comunas administrativas de Rancagua, Graneros, Mostazal, Codegua y Olivar
- El área vitícola de Requínoa, compuesta por la comuna administrativa homónima
- El área vitícola de Rengo, compuesta por las comunas administrativas de Rengo, Malloa y Quinta de Tilcoco
- El área vitícola de Peumo, compuesta por las comunas administrativas de Peumo, Pichidegua, Las Cabras y San Vicente de Tagua Tagua
- El área vitícola de Machalí, compuesta por la comuna administrativa homónima
- El área vitícola de Coltauco, compuesta por la comuna administrativa homónima

Las variedades más extensamente plantadas son Chardonnay, Sauvignon Blanc, Cabernet Sauvignon, Merlot y Carménère. Los viñedos ocupan unas 9380 ha.